# Гура Бадикулуј (Бузау)
Гура Бадикулуј (рум. Gura Bădicului) насеље је у Румунији у округу Бузау у општини Манзалешти. Oпштина се налази на надморској висини од 479 m.

## Становништво
Према подацима из 2002. године у насељу је живело 203 становника, од којих су сви румунске националности.